# Svetovno prvenstvo v podvodnem hokeju 2000
Svetovno prvenstvo v podvodnem hokeju 2000 je potekalo v Hobartu (Avstralija).

## Rezultati

### Moški
1. Avstralija
2. Francija
3. Kanada
4. Republika Južna Afrika

### Ženske
1. Avstralija
2. Kanada
3. Republika Južna Afrika
4. ZDA

### Moški veterani
1. Avstralija
2. Republika Južna Afrika
3. Nova Zelandija
4. ZDA

### Ženske veteranke
1. Republika Južna Afrika
2. Avstralija
3. Nova Zelandija
4. Združeno kraljestvo